# Oszukać przeznaczenie
Oszukać przeznaczenie (ang. Final Destination) – film fabularny (horror/thriller) produkcji amerykańskiej z 2000 roku, w reżyserii Jamesa Wonga.
Jego scenariusz powstał w wyniku przeróbki scenariusza napisanego pierwotnie na potrzeby serialu Z Archiwum X.
W filmie wykorzystano utwór „Rocky Mountain High” Johna Denvera.

## Obsada
- Devon Sawa – Alex Chance Browning
- Ali Larter – Clear Rivers
- Kerr Smith – Carter Horton
- Kristen Cloke – Valerie Lewton
- Seann William Scott – Billy Hitchcock
- Amanda Detmer – Terry Chaney
- Chad Donella – Tod Waggner
- Tony Todd – William Bludworth
- Daniel Roebuck – agent Weine
- Roger Guenveur Smith – agent Shreck

## Fabuła
Alex Browning (Devon Sawa) jest obdarzony przekleństwem wiedzy – wie kiedy, jak i gdzie przyjdzie śmierć. Przerażający dar Aleksa objawia się, gdy nastolatek wsiada do samolotu, udając się na wycieczkę ze swoją klasą do Paryża. W kabinie samolotu, zapięty pasami i gotowy do startu, doświadcza swojego pierwszego, potężnego przeczucia. Widzi, jak samolot eksploduje w kuli ognia zaraz po starcie. Czując nadchodzącą katastrofę, Alex wpada w panikę i nalega, by wszyscy opuścili samolot. Część uczniów faktycznie opuszcza samolot, ale wściekają się, że stracili okazję zobaczenia Paryża. Przerażające przeczucie Aleksa zmienia się jednak w tragiczną rzeczywistość – Boeing 747 eksploduje w powietrzu. Zszokowani i zmieszani ocaleni ludzie usiłują zrozumieć, w jaki sposób Alex był w stanie przewidzieć katastrofę. Nie jest to jednak koniec ich problemów – niedługo później zaczynają ginąć w dziwnych okolicznościach.
Pierwszą ofiarą pada Tod Waggner (Chad Donella), najlepszy przyjaciel Aleksa, którego brat zginął już w eksplozji samolotu. Alex, pochłonięty całą sprawą coraz to bardziej, po śmierci kolejnej ocalałej z lotu 180, Terry Chaney (Amanda Detmer), dostrzega pewną zależność w dwóch feralnych wypadkach. Jego przyjaciele giną w takiej kolejności, w jakiej siedzieli w pechowym samolocie. Obrażenia, jakich doznają, odpowiadają tym, których doznaliby, gdyby z niego nie wysiedli. Alex przedstawia swoje spostrzeżenia przyjaciołom, jednak nikomu nie jest łatwo zaakceptować jego pomysły. Kolejną osobą w kolejności do uśmiercenia zdaje się być nauczycielka, Valerie Lewton (Kristen Cloke). Alex decyduje się ostrzec kobietę, lecz ta odczuwa fobię przed chłopakiem, od kiedy była świadkiem śmierci Terry w obecności Aleksa. Koniec końców, pani Lewton ginie w makabrycznym wypadku w domu, a Browning spieszy, by ostrzec pozostałą trójkę ocalałych. Niedługo potem ginie Billy Hitchcock (Seann William Scott), a Alex, Clear (Ali Larter) i chłopak Terry, Carter (Kerr Smith) zdają się być ostatecznymi ofiarami, pozostałymi dla śmierci. Clear, wspólnie z Aleksem, stawia jednak czoła śmierci i udaje im się ją oszukać, głównie dzięki heroicznemu wysiłkowi Aleksa, który decyduje się oddać życie za Clear, lecz ostatecznie zostaje odratowany przez lekarzy.
Pewien czas później, Alex Browning, Clear Rivers i Carter Horton okazują się już zażyłymi przyjaciółmi. Wydarzenia sprzed kilku miesięcy pozostawili daleko za sobą i żyją pełnią życia, wreszcie odwiedzając urokliwy Paryż. Na miejscu jednak Aleksa zaczynają atakować ponowne wizje, a Carter zostaje ostatecznie posiekany przez miejski znak. Ostatnią ofiarą jest Alex, który zostaje zabity przez cegłę.

### Uśmiercenia
| Postać                                                    | Aktor                                                             | Rodzaj śmierci                              |
| --------------------------------------------------------- | ----------------------------------------------------------------- | ------------------------------------------- |
| Larry Murnau, George Waggner, Christa Marsh, Blake Dreyer | Forbes Angus, Brendan Fehr, Lisa Marie Caruk, Christine Chatelain | Śmierć w eksplozji lotu 180                 |
| Tod Waggner                                               | Chad Donella                                                      | Uduszony w wannie na lince do prania        |
| Terry Chaney                                              | Amanda Detmer                                                     | Przejechana przez autobus                   |
| Valerie Lewton                                            | Kristen Cloke                                                     | Zadźgana ostrymi nożami kuchennymi          |
| Billy Hitchock                                            | Seann William Scott                                               | Ścięty przez kawał metalu                   |
| Carter Horton                                             | Kerr Smith                                                        | Zabity przez wielki miejski znak (180)      |
| Alex Browning                                             | Devon Sawa                                                        | Zabity przez spadającą cegłę (poza ekranem) |

## Kontynuacje
Powstały cztery sequele filmu:
- Oszukać przeznaczenie 2 (2003),
- Oszukać przeznaczenie 3 (2006),
- Oszukać przeznaczenie 4 (2009),
- Oszukać przeznaczenie: Więzy krwi (2025)

oraz prequel:
- Oszukać przeznaczenie 5 (2011).